# Ciudad Miguel Alemán
Ciudad Miguel Alemán, conosciuta prima del 1950 come San Pedro de Roma, è una località del comune di Miguel Alemán nello Stato del Tamaulipas, Messico, situata di fronte al Rio Grande dalla città statunitense di Roma, Texas. Le due città sono collegate grazie al Roma-Ciudad Miguel Alemán International Bridge, un ponte sospeso.